# 2006 في الفلبين
فيما يلي قوائم الأحداث التي وقعت خلال عام 2006 في الفلبين.

## سياسة

### تعيين في المنصب
- 24 يوليو – ماني فيلار رئيس مجلس الشيوخ في الفلبين [الإنجليزية]‏.
- 30 نوفمبر – غلوريا ماكاباغال أرويو وزير الدفاع الوطني [الإنجليزية]‏.

### انتهاء فترة المنصب
- 21 فبراير – بنيغنو آكينو نائب رئيس مجلس النواب الفلبيني [الإنجليزية]‏.
- 24 يوليو – فرانكلين دريلون رئيس مجلس الشيوخ في الفلبين [الإنجليزية]‏.

## برامج ومسلسلات وأنمي
- كابتن فلامنجو

## وفيات

### يناير
- 23 يناير – إيرني بارون (مواليد 1940) صحفي فلبيني.
- 29 يناير – أندرو غونزاليس (مواليد 1940) لغوي فلبيني.

### سبتمبر
- 18 سبتمبر – كرايغ بي. فيشر (مواليد 1932)